# Mauzoleum Juliuszów w Glanum
Mauzoleum Juliuszów w Glanum – monumentalny pomnik pamiątkowy z czasów rzymskich, znajdujący się w ruinach antycznego Glanum w Saint-Rémy-de-Provence we francuskim departamencie Delta Rodanu. Od 1840 roku posiada status monument historique, w kategorii classé (zabytek o znaczeniu krajowym).
Budowla została wzniesiona około 30–20 p.n.e. przez członków zromanizowanej rodziny galijskiej. Ufundowali ją trzej bracia, synowie Gajusza Juliusza, ku czci swojego ojca i dziada. Nazwisko wskazuje, że rodzina przypuszczalnie otrzymała rzymskie obywatelstwo za poparcie udzielone Juliuszowi Cezarowi podczas wojny galijskiej. Ponieważ nie znaleziono komory grobowej, nie jest do końca pewne, czy budowla pełniła funkcję mauzoleum, czy też była cenotafem.
Mauzoleum składa się z trzech części. Najniżej znajduje się podium ozdobione reliefami przedstawiającymi walczących żołnierzy i sceny polowania, przypominające swoim wyglądem wielkie rzymskie sarkofagi. Części środkowej nadano formę bramy o czterech wejściach (gr. tetrapylon, łac. quadrifrons). Jej archiwolty posiadają zworniki w kształcie głowy Meduzy, architraw ozdobiony jest natomiast wizerunkami potworów morskich, smoków, gryfów i trytonów, na trzech ze ścian także w formie trzymaczy z dyskiem słonecznym. Na szczycie bramy wyryta jest łacińska inskrypcja o treści:
SEX.L.M.IULIEI.C.F.PARENTIBUS.SUEIS
Szczytowa część budowli ma postać niewielkiego monopteru. Wewnątrz niego umieszczono dwie figury przedstawiające mężczyzn odzianych w togi – przypuszczalnie osoby, którym mauzoleum było poświęcone. Nie zachowały się oryginalne głowy postaci, w swojej dzisiejszej formie będące XIX-wieczną rekonstrukcją.